# Cristian Ramírez
Cristian Leonel Ramírez Zambrano (* 12. August 1994 in Santo Domingo de los Colorados) ist ein ecuadorianischer Fußballspieler.

## Karriere

### Vereine
Cristian Ramírez begann seine Karriere 2008 bei Club Social, Cultural y Deportivo Brasilia und wechselte am 18. August 2009 zum Erstligisten Independiente José Terán. Bei Independiente gab er am 28. April 2011 sein Profidebüt in der ecuadorianischen Serie A gegen El Nacional Quito. Im August 2011 nahm er an einem Probetraining des damaligen deutschen Meisters Borussia Dortmund teil. In Dortmund war er bei Vertragsunterschrift für die A-Junioren-Bundesliga vorgesehen. Weil er dort nicht überzeugen konnte, kehrte er nach Ecuador zurück.
Im Januar 2013 beeindruckte er in einem weiteren Probetraining bei Fortuna Düsseldorf und unterzeichnete Ende Januar 2013 beim Bundesligisten einen Vertrag bis Ende Juni 2016. Aufgrund seines Debüts bei der Fortuna verlieh ihm das Boulevardblatt Express die Bezeichnungen „ecuadorianischer Paradiesvogel“ und „kleiner Riese“. Nachdem er im Sommer 2014 zum 1. FC Nürnberg ausgeliehen wurde, wechselte Ramírez Ende Januar 2015 ebenfalls auf Leihbasis zum ungarischen Rekordmeister Ferencváros Budapest, der ihn am 1. Juni 2015 fest verpflichtete. Anfang Januar 2017 wechselte er in die russische Premjer-Liga zum FK Krasnodar. Am 16. Februar kam Ramírez zu seinem ersten Einsatz für den russischen Verein im Sechzehntelfinale der UEFA Europa League 2016/17 gegen Fenerbahçe Istanbul.
Infolge des Russischen Überfalles auf die Ukraine 2022 verließ Ramírez Russland; dafür wurde er von Krasnodar freigestellt.

### Nationalmannschaft
Er spielte für die ecuadorianische U-17 in vier Spielen bei der U-17-Fußball-Weltmeisterschaft 2011 in Mexiko und der Sudamericano Sub-17 2011 in Ecuador. Im Januar 2013 bestritt er mit der ecuadorianischen Auswahl bei der Sudamericano Sub-20 (südamerikanische U-20-Meisterschaft) in Argentinien sechs Spiele.
Am 14. Mai 2014 wurde er in den vorläufigen Kader der ecuadorianischen Nationalmannschaft für die Weltmeisterschaft 2014 in Brasilien berufen.

## Erfolge
- Ungarischer Meister: 2016 (mit Ferencváros Budapest)
- Ungarischer Pokalsieger: 2016